# Jardin de Berchigranges
Le Jardin de Berchigranges est un jardin français situé à Granges-sur-Vologne dans le département des Vosges, à 650 m d'altitude. Né d'une initiative privée, il est ouvert au public.
En 2005, il a été distingué par le « prix du jardin de l'année », décerné par l'Association des journalistes du jardin et de l'horticulture.

## Galerie

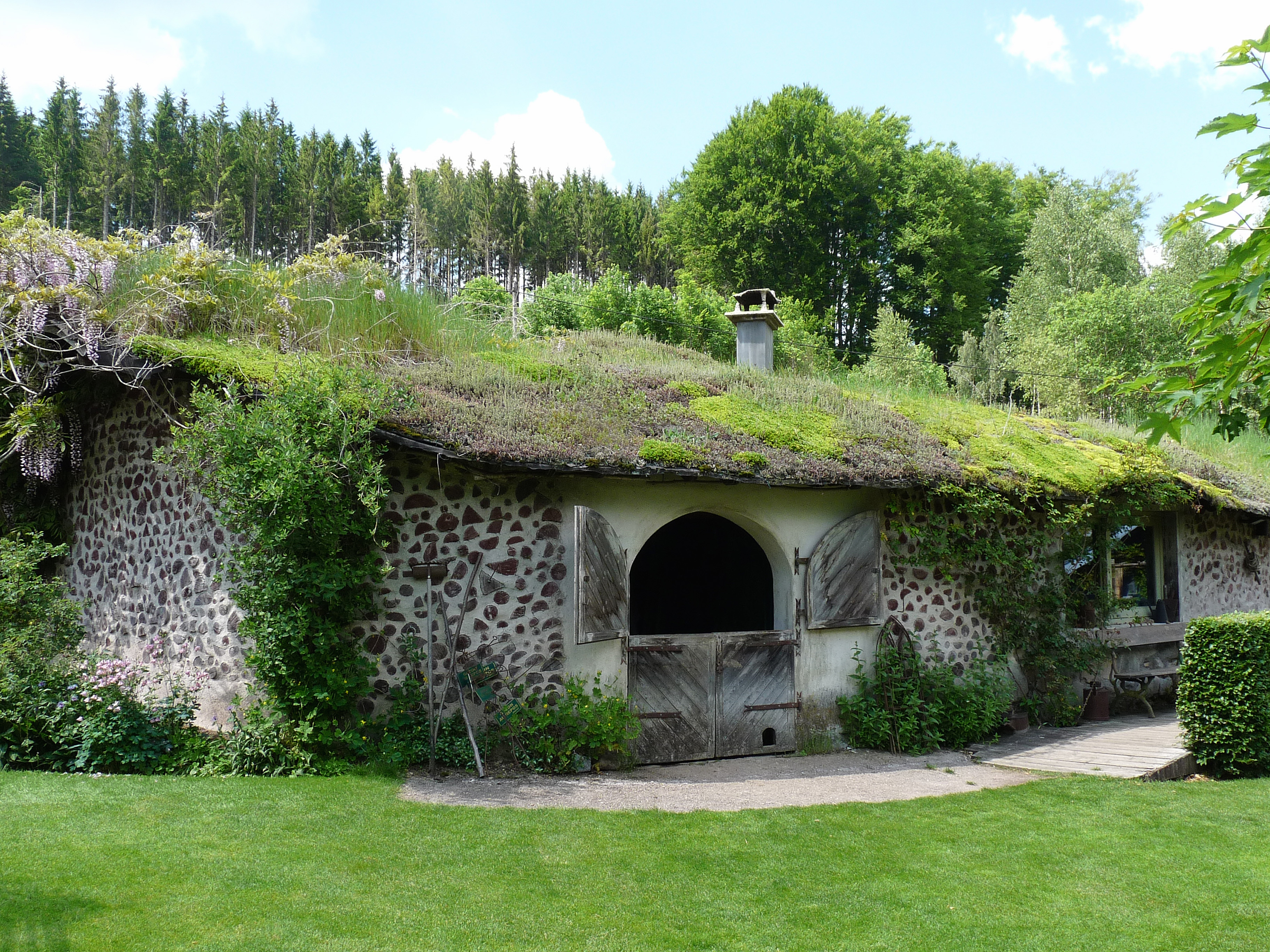
Toiture végétalisée du cottage d'accueil
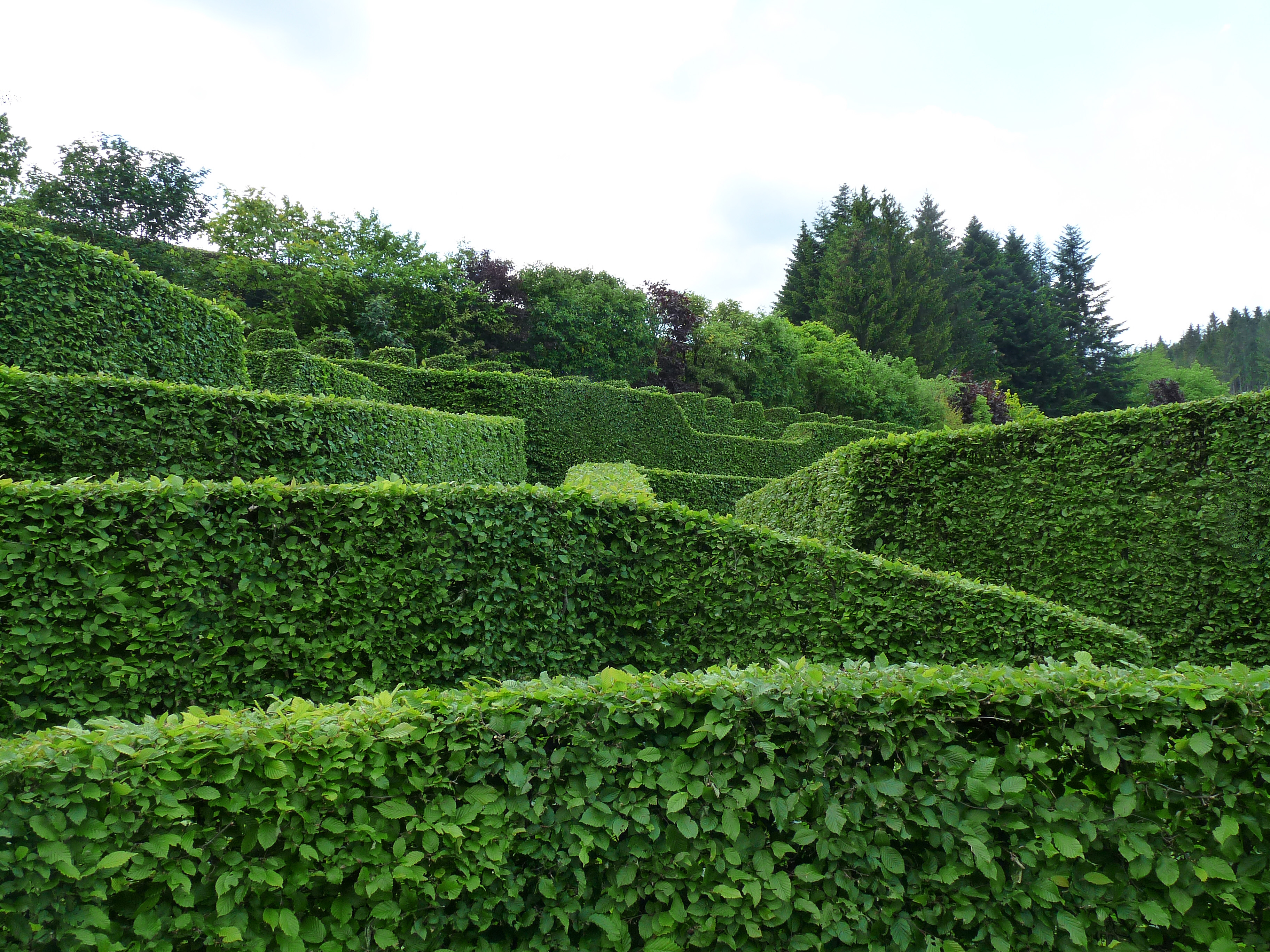
Labyrinthe du Jardin Flipper
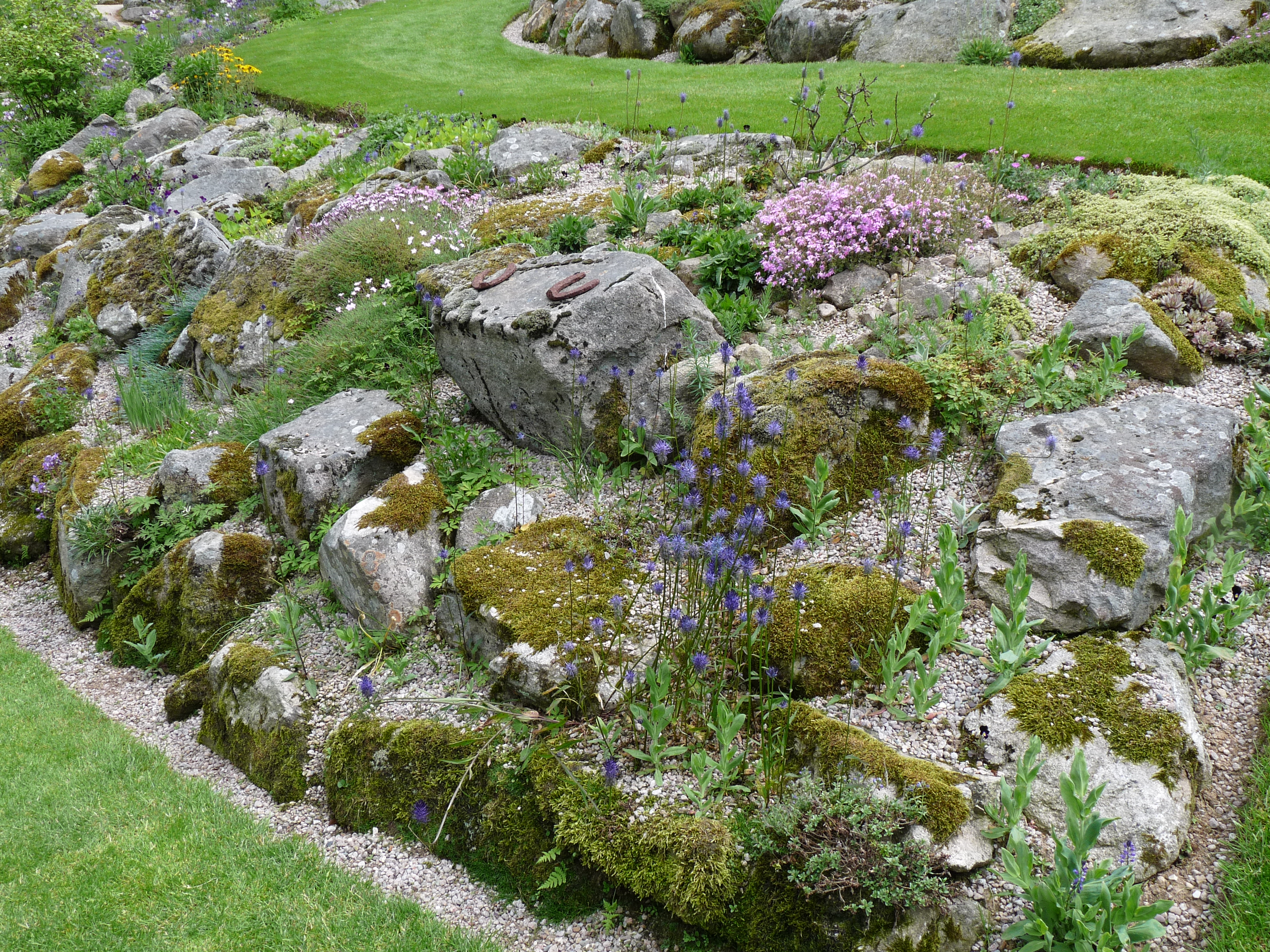
Jardin de rocaille
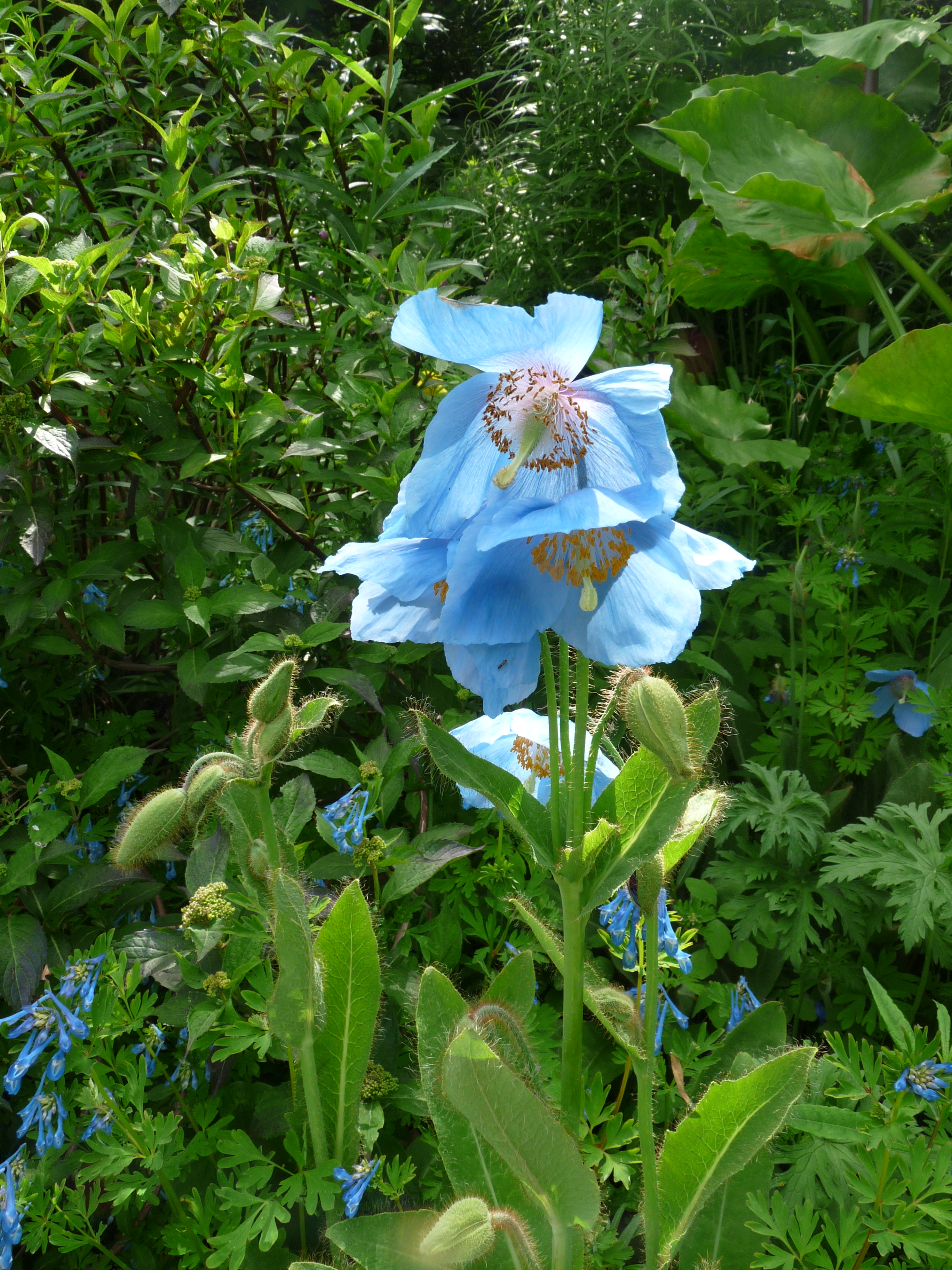
Pavot bleu de l'Himalaya